# Ekosistem
Ekosistem je ekološki sistem v ekosferi, zemeljski plasti, ki ga tvorijo vsi organizmi in deli neživega okolja, s katerimi so povezani. Ekosistem tvori življenjska združba (biocenoza) in življenjski prostor (biotop).
Organizmi biocenoze nenehno tekmujejo med seboj in z možnostmi, ki jih omogoča biotop. V tem tekmovanju obstanejo le najuspešnejši. Med seboj in v odnosu do okolja so organizmi v naravi v biološkem ravnovesju.
Pojem ekosistema je uvedel angleški botanik A. G. Tansley.

## Zgradba ekosistema
Dejavniki, ki tvorijo ekosistem so:
- neživi (abiotski) dejavniki okolja (voda, svetloba, zrak, toplota, mineralne snovi) predstavljajo življenjsko okolje, biotop. Pomemben del biotopa je talno območje (pedosfera) oziroma tla, prst.
- živi (biotski) dejavniki okolja so rastline, živali, mikroorganizmi in človek.
  - primarni proizvajalci v ekosistemu so rastline (Plantae). V procesu fotosinteze, iz preprostih anorganskih snovi (s pomočjo svetlobe in vode) proizvajajo ogljikove hidrate (organske snovi).
  - potrošnike predstavljajo živali (Animalia). Z rastlinami se hranijo rastlinojedi herbivori. Z rastlinojedi pa mesojedi karnivori. Med potrošnike v ekosistemu, pogojno sodi tudi človek (Homo) s svojo pridobitveno dejavnostjo v ekosistemu.
  - razkrojevalci (dekompozitorji) so manjše živali, ki se hranijo z organskimi ostanki (detritivori). To so predvsem razne žuželke in mikroorganizmi, mikrobi. Z njihovim delovanjem se reciklirajo hranilne snovi, kar omogoča kroženje snovi v naravi.
- Energija

## Vrste ekosistemov
Ekosisteme lahko razdelimo. Z vidika vira energije lahko ločimo dva večja tipa ekosistemov:
- avtotrofni ekosistemi , ki jih, kot primarni proizvajalci, tvorijo avtotrofni organizmi. Hranijo se le z anorganskimi snovmi, pri čemer je ogljikov dioksid njihov edini vir ogljika, sončna svetloba pa edini energijski vir.
- heterotrofni ekosistemi so energijsko odvisni od že sestavljene organske snovi, ki prihaja iz avtotrofnih ekosistemov, oziroma avtotrofnih organizmov.

Ločimo še:
- Popolni ekosistem – tvorijo vse tri temeljne skupine organizmov: proizvajalci so rastline, porabniki živali in razkrojevalci predvsem bakterije, glive .
- Nepopolni ekosistem – v njem vsaj ena izmed treh temeljnih skupin organizmov manjka; npr. v jamah in globoko v morju ni svetlobe in zato tam ni avtotrofnih proizvajalcev.
- Vodni ekosistem - je sistem vodnega okolja, od majhnega do velikega, od ribnika do oceana.
- Kopenski ekosistem - je sistem kopenskega okolja, majhen ali velik.
- Naravni ekosistem – je ekosistem, ki se razvija pod prevladujočim vplivom naravnih dejavnikov okolja. Vpliv človeka v njem je zmernen, sonaraven. Naravni ekosistemi so pragozd, sonaravni gozd, varovalni gozd, ohranjen gozd, tropski deževni gozd, naravno jezero, morje, puščava
- Spremenjen ekosistem je ekosistem, v katerem je (pre)močno poudarjeno delovanje človeka, naravno ravnovesje pa neproblematično spremenjeno. Taki so npr. malodonosni gozd, gozdni rob, gozdna jasa, travnik, pašnik, mlaka, ribnik.
- Umetni ekosistem – je bistveno spremenjen ali zamenjan naravni ekosistem, kot posledica intenzivnih posegov človeka. Spremenjeno naravno ravnovesje je problematično, občutljivo, ranljivo, včasih povsem porušeno. Odzive narave (na spremembe v ekosistemu), človek dojema kot moteče, ker ogrožajo njegove kratkoročne interese (pridobivanja). Zato je človekovo poseganje v ekosistem pogosto usmerjeno drugače, kot to nakazujejo naravni procesi v njem. Prav potreba po pogostem in dragem posredovanju v umetnih ekosistemih, je hkrati vzrok in pogoj za njihov obstanek.

Umetni ekosistemi so npr. vse vrste nasadov kot gozdni nasad (monokultura), sadovnjak, vinograd, njiva, polje, vrt, … 
 V človekovem neposrednem okolju se pojavljajo tudi povsem umetni sistemi, npr. mesto, smetišče. Na njihov nastanek naravno okolje ne vpliva. Zato je predpostavka, da so to ekosistemi, vprašljiva.

## Progresija in regresija v ekosistemu
Ekosistem je živ organizem, v katerem so spremembe in motnje naraven pojav. Na vsak tak pojav se sistem vselej odziva tako, da skuša vzpostaviti biološko ravnovesje. Ta proces se v naravi nadaljuje, vse dokler se (spet) ne vzpostavi idealno stanje, kot ga na določenem področju omogočajo klimatske razmere. Takšno stanje se imenuje klimaks. (stanje je prvi določil dr. Maks Simčič aka Joža). Napreden razvoj ekosistema v smeri klimaksa se imenuje progresija, njemu nasprotno deluje regresija (nazadovanje). 
Regresijo v ekosistemu praviloma povzroča neustrezno delovanje človeka. Pri tem so motene ali uničene povezave biocenoze z okoljem. Spremenijo se strukture ekosistema, njegova stabilnost in trajnost. Procesi regresije trajajo dokler potekajo moteči vplivi v ekosistemu. Po njihovem prenehanju, se samodejno spet vzpostavi proces progresije (napredovanje), ki sistem v določenem času lahko spet vrne na nivo klimaksa in trajnega naravnega ravnovesja.
Primer regresije ekosistema je proces degradacije gozda zaradi prekomerne sečnje, paše, steljarjenja. Ob upoštevanju dejstva, da je gozd najvišje razvit ekosistem na kopnem, so vse kmetijske kulture dejansko regresije, vse do trenutka, dokler na njih dejavnost človek trajno ne preneha. 